# Physical Chemistry Chemical Physics
Physical Chemistry Chemical Physics, PCCP, es una revista semanal científica de investigación, en inglés e internacional, que trata aspectos relacionados con la fisicoquímica, la física química y la biofisicoquímica. La publica la Royal Society of Chemistry.
La publicación surgió a raíz de la fusión, en 1999,  de Faraday Transactions y otras revistas de físico química que editaban las diferentes sociedades que conforman la Royal Society of Chemistry.
Los artículos, antes de ser editados, son sometidos a una revisión por pares y siempre son sobre investigaciones originales relativos a las materias correspondientes: ciencia de materiales, cinética de haces moleculares, espectroscopia, física química de macromoléculas y polímeros, entre otras.
Según los Journal Citation Reports, la revista tiene un factor de impacto de 4,493.

## Métricas de revista
2022
- Web of Science Group : 3,676
- Índice h de Google Scholar: 256
- Scopus: 3,603